# Leo I van Byzantium
Flavius Valerius Leo (ca. 401 - 18 januari 474), bekend als Leo I (Grieks: Λέων Α′), was keizer van het Oost-Romeinse Rijk van 7 februari 457 tot 18 januari 474. In de periode na de dood van keizer Libius Severus op 15 augustus 465 en de benoeming van keizer Anthemius op 11 juli 467 was hij formeel ook keizer van het westelijk deel van het rijk. Leo die bijna 20 jaar lang het oostelijke deel regeerde staat bekend als een capabele heerser. Hij hield zich bezig met de uitvoering van diverse ambitieuze politieke en militaire plannen, voornamelijk gericht op het helpen van het haperende westelijke rijk dat haar greep op de macht aan het verliezen was.

## Bewind
Leo, geboren omstreeks 401 in Thracië, dankte zijn troon voornamelijk aan Aspar de Alaan die met de Ostrogotische hulptroepen onder zijn bevel grote macht uitoefende over de Byzantijnse politiek. Leo was een officier van Aspar en aangezien deze laatste als Ariaans 'barbaar' de Oost-Romeinse troon niet kon claimen, zorgde Aspar er dan maar voor dat Leo het tot keizer schopte. Hierdoor kon Aspar zijn macht op het Oosten van de Romeinse Rijk verder uitbouwen.
Leo was waarschijnlijk de eerste keizer die zich door de Patriarch liet kronen. Hij probeerde zich met zuivere verdeel-en-heerspolitiek zelfstandiger te maken van de Germanen door een beroep te doen op een ander groep barbaren, de Isauriërs. Hun leider Tarasicodissa trouwde met zijn dochter Ariadne in 466, maar zijn andere dochter was verloofd met de zoon van Aspar.
Leo probeerde het Westen te helpen door ervoor te zorgen dat Anthemius daar keizer werd en door in 468 een gezamenlijke expeditie te sturen tegen de Vandalen in Afrika. Dit liep echter uit op een grote en vooral kostbare mislukking die het einde van Anthemius betekende. De zaak van het Westen was hiermee voorgoed verloren en het Oosten bankroet.
Leo stierf op 18 januari 474, ongeveer 73 jaar oud, aan dysenterie. Aan het hof was al lang een strijd over de opvolging bezig die door Tarasicodissa werd gewonnen. Deze zorgde ervoor dat zijn zoontje (en dus kleinzoon van Leo I) als Leo II de nieuwe keizer zou worden.